# Lavandula buchii
Lavandula buchii là một loài thực vật có hoa trong họ Hoa môi. Loài này được Webb & Berthel. mô tả khoa học đầu tiên năm 1844.

## Hình ảnh

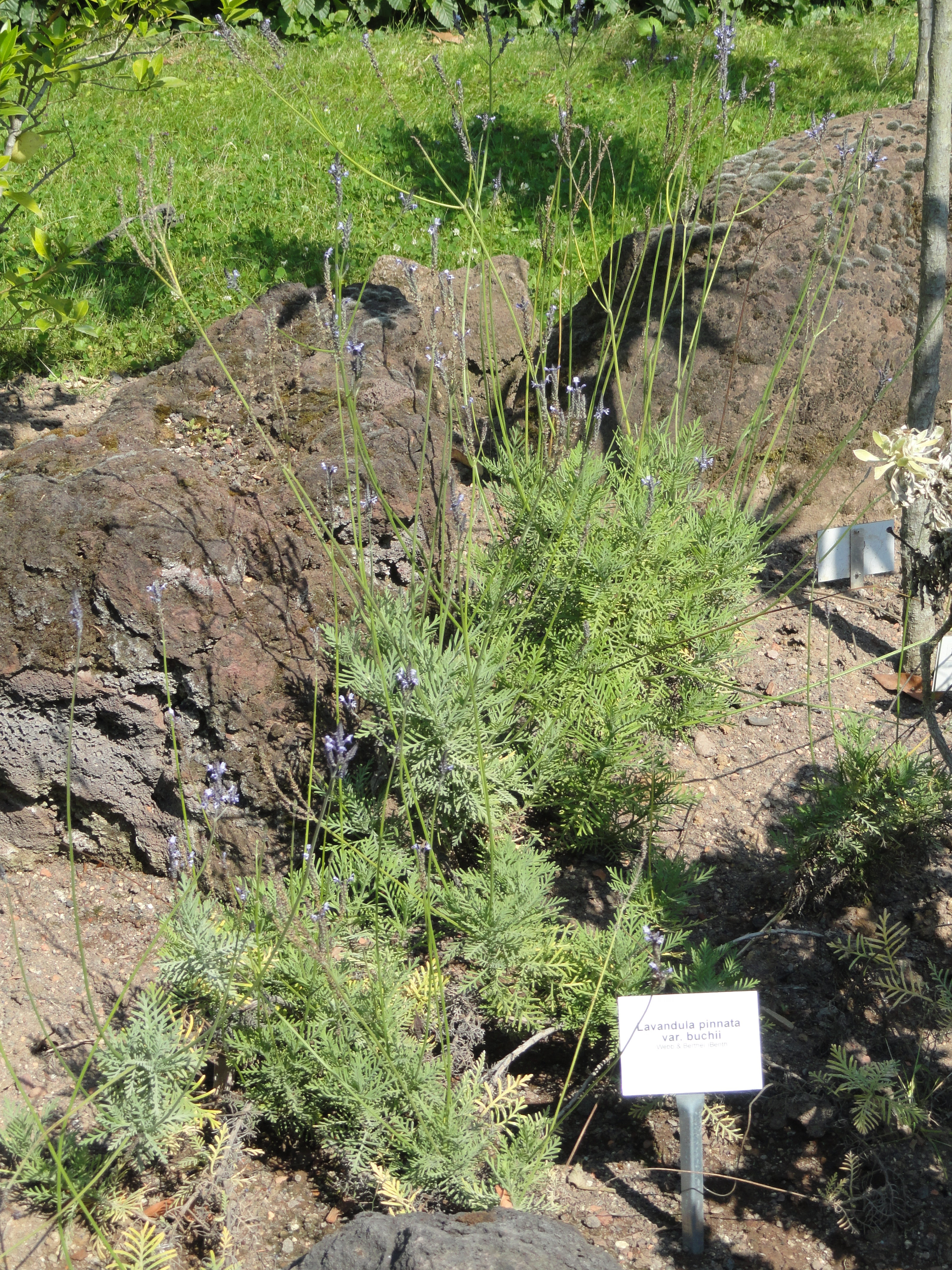
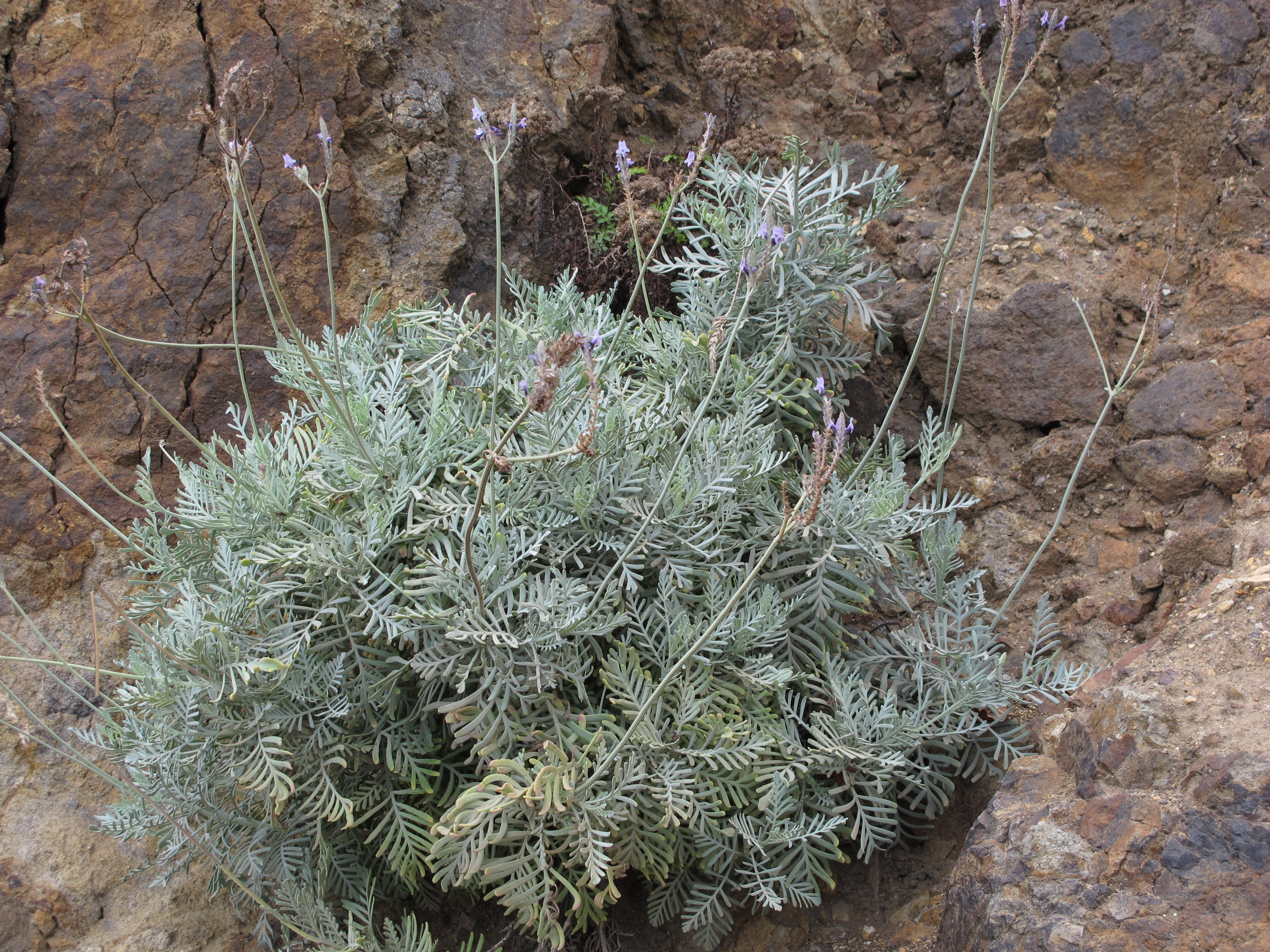
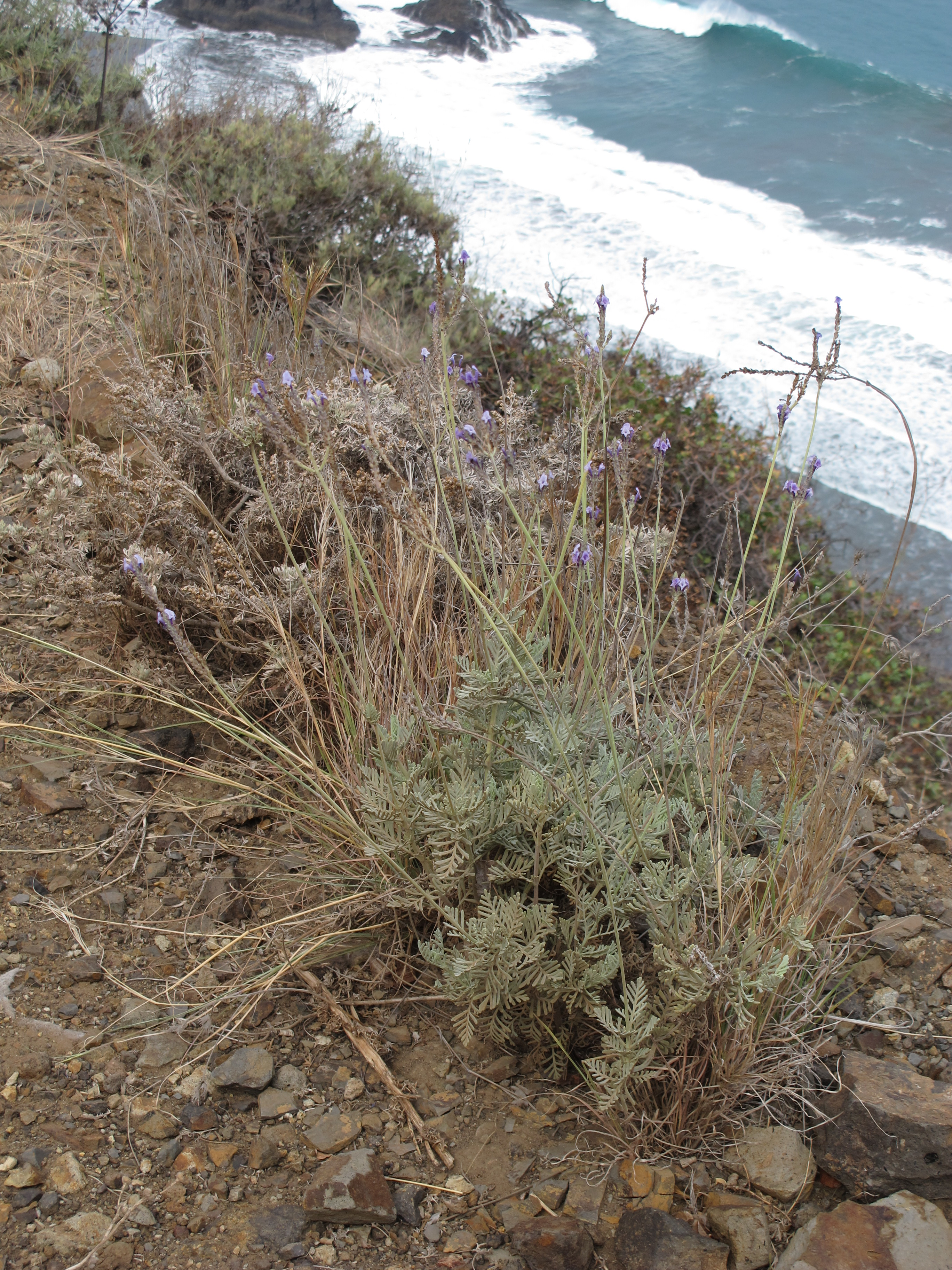